# Australogryllacris kirbyi
Australogryllacris kirbyi är en insektsart som först beskrevs av Griffini 1909.  Australogryllacris kirbyi ingår i släktet Australogryllacris och familjen Gryllacrididae. Inga underarter finns listade i Catalogue of Life.